# صوفيا جوجيا
صوفيا جوجيا هي لاعبة التزلج على المنحدرات الثلجية إيطالية ولدت في 15 نوفمبر 1992.

## روابط خارجية
- صوفيا جوجيا على موقع الاتحاد الدولي للتزلج (التزلج على المنحدرات الثلجية) (الإنجليزية)
- صوفيا جوجيا على موقع اللجنة الأولمبية الدولية (الإنجليزية)
- صوفيا جوجيا على موقع أوليمبيديا (الإنجليزية)
- صوفيا جوجيا على موقع اللجنة الأولمبية الإيطالية (الإيطالية)